# 富山市立月岡小学校
富山市立月岡小学校（とやましりつ つきおかしょうがっこう）は富山県富山市にある公立小学校。

## 沿革
個別に出典が提示されていない箇所の出典→。
- 1873年5月 - 上千俵30番地の笹岡家に創設（創設者笹岡秀隆）。
- 1885年3月 - 月岡新142番地に移転新築。
- 1891年4月 - 上千俵1036に移転新築。
- 1895年10月 - 罹災全焼（27.10坪）のため、上千俵地内に移転新築。
- 1912年6月 - 上千俵856番地（現在地）に移転新築（2階建て541.25坪）。
- 1927年11月 - 屋内体操場104坪新設。
- 1941年4月 - 月岡国民学校と改称。
- 1947年4月 - 月岡小学校と改称。
- 1951年12月 - 改築第1期工事竣工（南側校舎1棟367.0坪）。
- 1952年12月 - 改築第2期工事竣工（正面玄関1棟372.5坪）。
- 1955年
  - 4月 - 富南村立月岡小学校と改称。
  - 7月 - 富南村立月岡幼稚園併設。
- 1957年1月 - 改築第3期工事落成（東側校舎特別校舎1棟226.25坪）。
- 1959年11月 - 校旗樹立、体育館（160坪）、便所1棟改築落成。
- 1960年10月 - 富山市立月岡小学校と改称、校歌制定。
- 1968年7月 - 学校プール竣工。
- 1970年6月 - 農協跡地341.7m2を整地して運動場に拡張。
- 1976年3月 - 幼稚園独立園舎竣工分離。
- 1977年4月 - 特殊学級新設。

## 通学区域
青柳、大井、開発、上今町、上千俵、上千俵町、上布目、月岡西緑町、月岡東緑町一丁目～四丁目、月岡町一丁目～七丁目、月見町一丁目～七丁目、中布目

## 進学先
- 富山市立月岡中学校

## 関係者

### 卒業生
- 鈴木将光 - 元プロ野球選手[4]
- 福田佳緒理 - 元チューリップテレビ→現フリーアナウンサー

## 周辺
- 富山県道187号荒屋敷月岡町線